# Кидо (Жиронда)
Кидо (фр. Cudos) насеље је и општина у југозападној Француској у региону Аквитанија, у департману Жиронда која припада префектури Лангон.
По подацима из 2011. године у општини је живело 851 становника, а густина насељености је износила 24,88 становника/km². Општина се простире на површини од 34,21 km². Налази се на средњој надморској висини од 130 метара (максималној 133 m, а минималној 60 m).

## Демографија
| 1962. | 1968. | 1975. | 1982. | 1990. | 1999. | 2011. |
| ----- | ----- | ----- | ----- | ----- | ----- | ----- |
| 582   | 597   | 527   | 513   | 519   | 559   | 851   |

График промене броја становника у току последњих година